# Hermann Minkowski
Hermann Minkowski (Kaunas, 22 de junho de 1864 — Göttingen, 12 de janeiro de 1909) foi um matemático alemão de ascendência judia-lituana, que criou e desenvolveu a geometria dos números e que usou métodos geométricos para resolver problemas difíceis em teoria dos números, física matemática e teoria da relatividade.

## Vida e obra
Hermann Minkowski nasceu em Aleksotas, um subúrbio de Kaunas, parte do então Império Russo (atual Lituânia), numa família de ascendência judaica-lituana. Hermann foi educado na Alemanha, na Universidade Albertina de Königsberg, onde obteve seu doutorado em 1885 sob a orientação de Ferdinand von Lindemann. Enquanto estudante em Königsberg, em 1883, ganhou o prêmio de matemática da Academia Francesa de Ciências, por seus manuscritos sobre a teoria das formas quadráticas. Ele também se tornou amigo de outro matemático alemão, David Hilbert. Seu irmão, Oskar Minkowski (1858-1931), foi um famoso médico e pesquisador.
Minkowski lecionou nas universidades de Bonn, Göttingen, Königsberg e Zurique. No Eidgenössische Polytechnikum, atual ETH Zurique, foi um dos professores de Albert Einstein.
Minkowski explorou a aritmética das formas quadráticas, especialmente em n  variáveis, e suas pesquisas sobre esse tópico levou-o a considerar certas propriedades geométricas em um espaço com n dimensões. Em 1896, ele apresentou sua geometria dos números, um método geométrico que resolveu problemas de teoria dos números.
Em 1902, ingressou no Departamento de Matemática de Göttingen e tornou-se um dos colegas mais próximos de David Hilbert, com quem se encontrou pela primeira vez em Königsberg. Constantin Carathéodory foi um de seus alunos.
Foi palestrante convidado do Congresso Internacional de Matemáticos em Heidelberg (1904: Zur Geometrie der Zahlen).
Minkowski morreu subitamente de apendicite em Göttingen em 1909.

## Relatividade
Informação adicional: História da relatividade especial
Por volta de 1907 Minkowski percebeu que a Teoria da Relatividade Especial, introduzida por Albert Einstein em 1905, poderia ser melhor entendida em um espaço de quatro dimensões, conhecido desde então como "espaço-tempo de Minkowski", onde tempo e espaço não são entidades separadas, mas misturadas em um espaço-tempo de quatro dimensões , e no qual a geometria de Lorentz da relatividade especial pode ser muito bem representada. A parte inicial do seu discurso proferido na Assembleia de 80 de Cientistas Alemães Naturais e médicos (21 de setembro de 1908) hoje em dia é famosa:
Os pontos de vista de espaço e tempo que eu gostaria de colocar antes de ter surgido a partir do solo da física experimental, e aí reside a sua força. Eles são radicais. Doravante, o espaço por si só, e o tempo por si só, estão condenados a desvanecer-se em meras sombras, e apenas uma espécie de união dos dois preservará uma realidade independente.

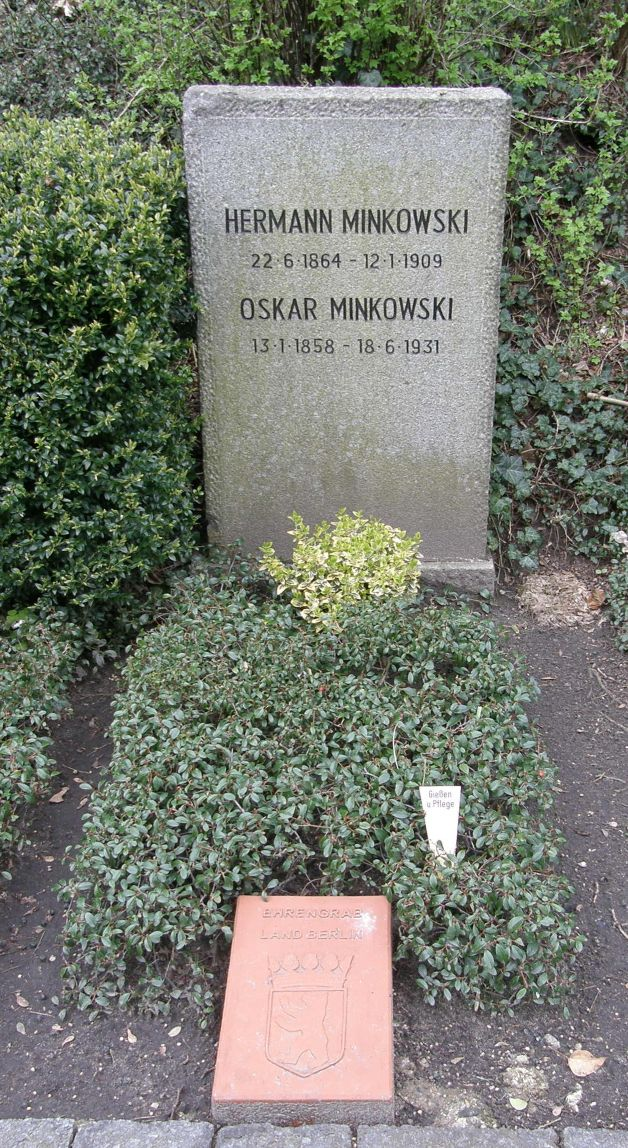
Sepulturas de Hermann e Oskar Minkowski no Cemitério Heerstraße em Berlim

## Citações
O obituário de David Hilbert sobre Minkowski ilustra a profunda amizade entre os dois matemáticos:
Seit meiner Studienzeit war mir Minkowski der beste und zuverlässigste Freund, der an mir hing mit der ganzen ihm eigenen Tiefe und Treue. Unsere Wissenschaft, die uns das liebste war, hatte uns zusammengeführt; sie erschien uns wie ein blühender Garten. Gern suchten wir dort auch verborgene Pfade auf und entdeckten manche neue, uns schön dünkende Aussicht, und wenn der eine dem andern sie zeigte und wir sie gemeinsam bewunderten, war unsere Freude vollkommen. Er war mir ein Geschenk des Himmels, wie es nur selten jemand zuteil wird, und ich muss dankbar sein, dass ich es so lange besaß. Jäh hat ihn der Tod von unserer Seite gerissen. Was uns aber der Tod nicht nehmen kann, das ist sein edles Bild in unserem Herzen und das Bewusstsein, dass sein Geist in uns fortwirkt.
Tradução:
Desde minha época de estudante Minkowski foi meu melhor e mais confiável amigo que me apoiou com toda a profundidade e lealdade que era tão característica dele. Nossa ciência, que ele amava acima de tudo, nos uniu, e que nos parecia um jardim cheio de flores. Nele, nos divertimos procurando caminhos escondidos e descobrimos muitas vezes uma nova perspectiva que recorria ao nosso senso de beleza, e quando um de nós mostrava para o outro e nos maravilhávamos sobre isso juntos, nossa alegria era completa. Ele foi para mim um dom raro dos céus e eu devo ser grato por ter possuído esse dom por tanto tempo. Agora, a morte, de repente, rasgou-o do nosso meio. No entanto, o que a morte não pode levar é a sua imagem nobre em nossos corações, além dos conhecimentos que seu espírito, dentro de nós, continua ser ativo.
O asteroide 12493 Minkowski e as M-matrizes são assim chamados em sua homenagem.